# كينيث براندت
كينيث براندت (بالإنجليزية: Kenneth Brandt)‏ هو سياسي أمريكي، ولد في 17 نوفمبر 1938 في الولايات المتحدة، وتوفي في 20 أكتوبر 2016. حزبياً، نشط في الحزب الجمهوري. وقد انتخب عضو مجلس نواب بنسيلفانيا.